# Вводное слово
Вводное слово — слово (или словосочетание), входящее в состав предложения, но не вступающее с его членами в синтаксическую связь. Как правило, выражает отношение говорящего к высказыванию, его оценку, даёт сведение об источнике сообщения или связи с контекстом.

## Синтаксис
Несмотря на то, что вводное слово синтаксически не связано с членами предложения, оно может являться частью его структуры. При этом оно выражает противительные («впрочем»), уступительные («правда»), разделительные («может») и другие виды отношений.

## Пунктуация
1. Вводные слова и словосочетания выделяются запятыми.
2. Если вводное слово стоит либо в начале, либо в конце обособленного оборота, то никакими знаками от оборота оно не выделяется.
3. Если вводное слово стоит в середине оборота, то оно выделяется запятыми на общем основании.
4. Вводные слова, стоящие перед сравнительным (с союзом «как») или целевым (с союзом «чтобы») оборотами, выделяются на общем основании.
5. Вводные слова отделяются от предшествующего сочинительного союза, если вводное слово можно опустить или переставить в другое место предложения без нарушения его структуры.
6. После присоединительного союза (в начале предложения) запятая обычно не ставится.
7. Если рядом стоят два вводных слова, то они разделяются запятой.[1]

## Разграничение вводных слов и самостоятельных членов предложения
|                   | Вводное слово (сочетания слов) | Не вводное слово |
| ----------------- | --- | --- |
| Может быть Правда | 1. При иных условиях, может быть, всё было бы по-другому. 2. Правда, платье от такого сиденья пачкалось, но уже и без того оно потеряло свой внешний вид. | Сегодня может быть дождь. В его словах была суровая правда. |
| Наконец           | 1. Обозначает связь мыслей, порядок их изложения (= и ещё), завершая при этом перечисление 2. Даёт эмоциональную оценку факта с точки зрения говорящего   | В значении «после всего», «под конец», «напоследок» |
| Однако            | Стоит в середине предложения и не равно но | Если однако=но, то данное слово является противительным союзом |
| Значит            | Синонимично словам «следовательно», «стало быть» | Синонимично слову «означает» |
| В частности       | Синонимично словам «в особенности», «именно» | 1. Если словосочетание входит в состав конструкций «в целом (в общем, вообще) и … в частности». 2. Является существительным. В предложении играет синтаксическую роль и к нему можно задать вопрос. 3. Находится в составе уточняющего оборота. |

## Значения
1. Модальное значение. Выражает степень достоверности высказывания с точки зрения говорящего: уверенность, сомнение, предположение и т. д.
«Тем более приятно угостить вас коньяком, который выдерживался, несомненно, в самой высококачественной дубовой таре»[3]
«Шляпа, плащ, ботинки, портфель, явно подобранные наподобие ансамбля, имели табачный и, вероятно, популярный когда-то цвет»
2. Обыденность совершаемого:
«Несколько дней он, как обычно, жарил котлеты и варил борщ»
«С курорта и то, бывает, приезжают прозрачные»
«После долгой разлуки они сели на крыльце и, по обыкновению, заговорили»
3. Указание на источник сообщения:
«Уехал, говорят, сдавать какие-то экзамены в Инту»
«А раньше, дескать, когда до конца света было далеко, все мы демонстрировали высокую нравственность и соответственно безупречную мораль…»
«― И где же, по-вашему, мы сейчас находимся? ― спросил я»
4. Указание на способ выражения мысли. Слова «собственно», «вообще», «вернее», «точнее», «скорее» и т. п. являются вводными, если после них можно добавить слово «говоря»:
«А человек, прямо скажем, подлый до невозможности»
«Плавание ― это стремление вперед, движение, иными словами»
«Словом, сколько я ни ломал голову, разгадки найти не мог»
5. Призыв к собеседнику:
«― Понимаешь, произошло что-то очень серьёзное, но я пока не знаю ― что»
«И он, представьте себе, тотчас являлся как по мановению чёрной палочки фокусника»
«― И он ещё, видите ли, чай пьет!»
6. Указание на связь и последовательность мыслей:
«Кроме того, можно ли сердиться на человека, лишённого, к примеру, музыкального слуха?»
«Кстати, автобус скоро должен был прийти»
«Между прочим, через несколько лет наш театр всё-таки сгорел, что лишний раз подтверждает ту правильную, но бесплодную мысль, что наши мечты сбываются слишком поздно»
«Вы, значит, предлагаете мне отказаться от матча и, следовательно, лишиться десяти тысяч долларов?»
7. Выражение чувств говорящего (радость, сожаление, удивление и тому подобное), эмоциональная оценка:
«Товарищ, к счастью, не вышел на работу»
«Не отвлекайся, за дорогой следи, а то, не ровен час, и нас угробишь, и сам разобьешься»
«Но сегодняшний Иван уже значительно отличался от Ивана вчерашнего, и первый путь показался ему сомнительным: чего доброго, они укоренятся в мысли, что он буйный сумасшедший»
8. Экспрессивный:
«― Нет, кроме шуток, мне всегда тебя недоставало»
«Впрочем, между нами, у тебя у самой есть слабость вкусно поесть».

## Морфология
Вопрос о том, является ли вводное слово частью речи, остаётся открытым. Часть таких слов традиционно относится к наречиям (вероятно, конечно, видимо), часть — к союзам (итак, во-первых), сопровождая их пометой «в значении вводного слова». Некоторые лингвисты (Л. В. Щерба, В. Н. Сидоров) не вводят их в свою классификацию, В. В. Виноградов же рассматривает их в качестве специального разряда. В Грамматическом словаре А. А. Зализняка вводные слова выделены в качестве особой части речи.
Морфологически вводные слова могут быть:
- именными («к счастью», «по сути»);
- глагольными («скажем», «помнится»);
- наречными («вернее», «короче»).

Во вводных сочетаниях, кроме того, могут объединяться слова разных морфологических классов («точнее говоря», «без всякого сомнения»).

## Вставные конструкции. Знаки препинания при них
Вставные конструкции — высказывания, связанные с содержанием предложения и содержащие дополнительные сведения, попутные замечания, уточнения, утверждения:
1. Руки у меня закоченели от лютого ветра (я уже знал, что этот ветер называется «норд»), боковые волны с каждой минутой становились всё злее.
2. Однажды — это было у Аничковых, — уже на рассвете, когда многие гости разъехались, а нас осталось человек пять или шесть, Блок, промолчавший всю ночь — в людных сборищах он был вообще молчалив, — неожиданно стал говорить утренним, бодрым голосом, ни к кому не обращаясь, словно сам для себя.
На письме вставные конструкции выделяются скобками или тире.